# Frederikshavnmotorvejen
De Frederikshavnmotorvejen (Nederlands: Frederikshavnautosnelweg) is een autosnelweg in Denemarken die Frederikshavn met Aalborg verbindt. In Frederikshavn geeft de Frederikshavnmotorvejen aansluiting op de veerverbinding naar Göteborg en Oslo. Daardoor vormt de Frederikshavnmotorvejen een belangrijke schakel in het verkeer met Noord-Scandinavië.
Administratief is het grootste gedeelte van de Frederikshavnmotorvejen bekend onder het nummer M80. Het gedeelte tussen Knooppunt Vendsyssel en Vodskov-Nord is onderdeel van de M70. Deze weg loopt verder als Nordjyske Motorvej richting Randers. De Frederikshavnmotorvejen is het noordelijkste traject van het Deense deel van de E45, die over de M70 richting Randers en dan verder via Kolding naar de Duitse grens loopt.

## Geschiedenis
Het eerste gedeelte van de Frederikshavnmotorvejen werd in 1971 voor verkeer opengesteld, dit was de aansluiting op de Nordjyske Motorvej bij Bouet. Vanaf midden jaren 90 is de snelweg daarna uitgebouwd tot Frederikshavn.